# Harpactea paradoxa
Harpactea paradoxa är en spindelart som beskrevs av Peter Mikhailovitch Dunin 1992. Harpactea paradoxa ingår i släktet Harpactea och familjen ringögonspindlar. Inga underarter finns listade i Catalogue of Life.